# Lukas Ullrich
Lukas Ullrich, né le 16 mars 2004 à Berlin en Allemagne, est un footballeur allemand qui évolue au poste d'arrière gauche au Borussia Mönchengladbach.

## Biographie

### En club
Né à Berlin en Allemagne, Lukas Ullrich est formé par l'un des clubs de la capitale allemande, le Hertha Berlin. Il est considéré comme un joueur très prometteur et bien qu'il intègre l'équipe réserve du club et commence à s'entraîner avec l'équipe première ses perspectives de s'y imposer sont minces avec la présence à son poste de deux joueurs expérimentés que sont Marvin Plattenhardt et Maximilian Mittelstädt et il ne joue finalement aucun match avec le Hertha.
Lors de l'été 2023, Lukas Ullrich rejoint finalement le Borussia Mönchengladbach librement, suivant les traces d'un autre jeune arrière gauche issu du centre de formation du Hertha, Luca Netz, parti deux ans plus tôt. Le transfert est annoncé dès le 3 mai 2023 et Ullrich signe un contrat courant jusqu'en juin 2027.
Il joue son premier match en professionnel avec le Borussia, le 26 août 2023, lors d'une rencontre de Bundesliga, la première division allemande, face au Bayer Leverkusen. Il entre en jeu à la place de Ko Itakura ce jour-là et son équipe est battue par trois buts à zéro.

### En sélection
Lukas Ullrich représente l'Allemagne en sélection, faisant ses débuts avec les moins de 17 ans. Il joue deux matchs avec cette équipe en 2020.
De 2022 à 2023, Ullrich joue avec les moins de 19 ans marquant au total quatre buts en onze matchs.

## Statistiques
| Saison                | Club                     | Championnat           | Championnat | Championnat | Coupe(s) nationale(s) | Coupe(s) nationale(s) | Compétition(s) continentale(s) | Compétition(s) continentale(s) | Compétition(s) continentale(s) | Total | Total |
| Saison                | Club                     | Division              | M.          | B.          | M.                    | B.                    | Comp.                          | M.                             | B.                             | M.    | B.    |
| 2023-2024             | Borussia Mönchengladbach | Bundesliga            | 4           | 0           | -                     | -                     | -                              | -                              | -                              | 4     | 0     |
| 2024-2025             | Borussia Mönchengladbach | Bundesliga            | 25          | 0           | 1                     | 0                     | -                              | -                              | -                              | 26    | 0     |
| Sous-total            | Sous-total               | Sous-total            | 29          | 0           | 1                     | 0                     | -                              | -                              | -                              | 30    | 0     |
| Total sur la carrière | Total sur la carrière    | Total sur la carrière | 29          | 0           | 1                     | 0                     | -                              | -                              | -                              | 30    | 0     |